# Peter Lérant
Peter Lérant (Komárno, 30 novembre 1977) è un allenatore di calcio ed ex calciatore slovacco, di ruolo difensore.

## Carriera

### Nazionale
Nel 2000 ha partecipato, insieme alla selezione slovacca, ai Giochi della XXVII Olimpiade di Sydney.

## Palmarès

### Club

#### Competizioni nazionali
- Coppa d'Austria: 1

Grazer AK: 2001-2002
- Coppa di Croazia: 2

Rijeka: 2004-2005, 2005-2006